# Georges Le Gentil
Georges Le Gentil (Fère-Champenoise, 3 de desembre de 1875 - París, 11 d'abril de 1953) fou un romanista, hispanista i lusitanista francès.

## Vida i obra
Entre 1897 i 1901 va estudiar a l'École normale supérieure i alumne d'Alfred Morel-Fatio. Va fer una estada a Espanya i fou professor d'institut a Tourcoing (1902–1904), Cahors (1904–1905), Montauban (1905–1907) i Tolosa de Llenguadoc (1908–1914). Es va doctorar el 1909 a la Sorbona amb dues tesis de tema hispànic: Le poète Manuel Bretón de Los Herreros et la société espagnole de 1830 à 1860 (Paris 1909) i Les revues littéraires de l'Espagne pendant la première moitié du XIXe siècle. Aperçu bibliographique (Paris 1909). Durant la primera guerra mundial va estar breument en posicions de combat a Alsàcia, però, per edat, de 1916 a 1919 estigué destinat a Portugal fent tasques d'allistament. A partir de 1919 va ser professor de portuguès a la Sorbonne, primer com a encarregat de curs, des de 1935 com "Maître de conférences" i des de 1936 fins a 1946 com a primer catedràtic de llengua i literatura portugueses i brasileres. Des de 1939 va convertir el portuguès en la segona llengua d'estudi per als hispanistes.
Le Gentil va ser nomenat doctor honoris causa per la Universitat de Coimbra el 1934. Va ser nomenat Officier de la Légion d'honneur el 1950 i va rebre també distincions en països de parla portuguesa : oficial de l'Ordem Nacional do Cruzeiro do Sul (Orde de la Creu del Sud) i comandant de Ordem Militar de Sant'Iago da Espada (Portugal).
Georges Le Gentil fou el pare del també romanista Pierre Le Gentil.

## Obres
- (ed. i trad.) Camões, París 1924, 1979
- (ed. i trad. Almeida Garrett. Un grand romantique portugais, París 1926
- La France équinoxiale. 1593-1615, Coimbra 1933
- La littérature portugaise, París 1935, Reedicions: 1951; (amb Robert Bréchon) Paris 1995
- Oliveira Martins (Algumas fontes da sua obra), Lisboa 1935
- (trad.) Tragiques histoires de mer au XVIe siècle. Récits portugais, París 1939 (i amb el títol Histoires tragico-maritimes. Trois récits portugais du XVIe siècle, París 1992, 1999)
- L'Allemagne et la guerre, París 1940
- Les Portugais en Extrême-Orient. Fernão Mendes Pinto, un précurseur de l'exotisme au XVIe siècle, París 1947
- Découverte du monde, París 1954
- Camões. L'Oeuvre épique et lyrique, París 1954, 1995 (traduït al portuguès: Lisboa 1969)